# Shiuyinghua
Shiuyinghua es un género de plantas de flores de la familia Scrophulariaceae. 

## Especie seleccionada
- Shiuyinghua silvestrii

- Datos: Q9076859
- Especies: Shiuyinghua